# Fuad Quliyev
Fuad Xəlil oğlu Quliyev (ur. 6 lipca 1941 w Baku) – azerski inżynier, polityk, premier Azerbejdżanu od 7 października 1994 do 20 lipca 1996 (do 2 maja 1995 jako pełniący obowiązki premiera).
W 1963 ukończył studia z zakresu inżynierii ropy naftowej na Azerbejdżańskim Państwowym Uniwersytecie Ropy Naftowej i Przemysłu. Do 1965 pracował w administracji fabryki cementu w białoruskim Kryczewie, po czym do 1973 pracował w instytucie badającym nowe technologie dla przemysłu paliwowego. Następnie do 1977 był szefem departamentu, a do 1982 głównym inżynierem fabryki klimatyzatorów. W 1982 szef Komitetu Centralnego Komunistycznej Partii Azerbejdżanu Heydər Əliyev awansował go na funkcję jej dyrektora, którą pełnił do 1994.
Po tym, jak Heydər Əliyev powrócił do władzy w 1994, mianował Quliyeva wicepremierem w rządzie wojskowego Surəta Hüseynova. Odpowiadał w nim za reformy rolnictwa i walkę z inflacją. Po nieudanej próbie puczu ze strony Hüseynova i jego ucieczce za granicę, 7 października 1994 tymczasowo przejął jego obowiązki, a po pół roku stał się pełnoprawnym premierem. Za jego kadencji uznano Sumgait za specjalną strefę ekonomiczną i podpisano kontrakty na wydobycie ropy. Zrezygnował z funkcji z dniem 20 lipca 1996 ze względu na stan zdrowia i problemy z wprowadzaniem reform; zastąpił go Artur Rasizadə.